# Пругасти трипси
Пругасти трипси (лат. Aeolothripidae) су породица нешто крупнијих трипса. Назив су добили по томе што им се на широким, предњим крилима могу видети попречне тамне зоне. На њима се налазе два уздужна нерва и попречни нерви. Тело им је цилиндричног облика, тамносмеђе или црно. Пипци су кратки и деветочлани. Највећи број врста су месоједи који се хране грињама и ситним инсектима.

## Родови
Ова група броји 24 рецентних родова (5 фосилних) и око 200 врста.
- , 1963 (1 врста)
- , 1836 (95 врста, холарктик)
- , 1932 (7 врста)
- , 1967 (1 врста)
- , 1930 (2 врсте)
- ,  1926 (1 врста)
- † , 2004 (1 фосилна врста)
- , 1991 (3 врсте)
- , 1931 (6 врста)
- , 1977 (2 врсте)
- , 1915 (14 врста, Аустралија)
- , 1993 (1 врста)
- , 1911 (12 врста, западна Северна и Јужна Америка)
- , 1936 (1 врста)
- , 1912 (14 врста)
- , 1967 (3 врсте)
- , 1967 (1 врста)
- , 1935 (1 врста)
- † , 1949 (1 фосилна врста)
- † , 1875 (1 фосилна врста)
- , 1928 (3 врсте)
- , 1907 (3 врсте)
- † , 1875 (1 фосилна врста)
- † , 1935 (1 фосилна врста)
- , 1932 (1 врста)
- , 1923 (2 врсте)
- , 1895 (6 врста)
- , 1912 (8 врста)
- , 1971 (2 врсте)